# Tilaï
Pour plus de détails, voir Fiche technique et Distribution.
Tilaï (titre français : Question d’honneur) est un film dramatique burkinabè réalisé par Idrissa Ouedraogo, sorti en 1990. Le film transpose une tragédie grecque dans un contexte contemporain africain. Tilaï remporte le Grand Prix du Jury au Festival de Cannes en 1990 et devient le premier film burkinabè à recevoir l'Étalon d’or de Yennenga au FESPACO en 1991.

## Synopsis
Saga revient dans son village après deux ans d’absence. Durant son absence, sa fiancée Nogma est devenue la deuxième épouse de son père, Nomenaba. Malgré cette union imposée par la coutume, Saga et Nogma continuent de s’aimer et entament une liaison. Cet acte est considéré comme un inceste et une violation grave de la « tilaï », la loi du clan,.
Condamné à mort par la communauté, Saga est chargé d’être exécuté par son frère Kougri, qui choisit néanmoins de le laisser s’échapper. Saga trouve refuge chez une tante et rejoint Nogma. Ils vivent ensemble jusqu’à ce que Saga apprenne que sa mère, Koudpoko, est gravement malade. Ce fait le pousse à retourner au village, où les tensions autour de son acte transgressif ne sont pas éteintes. Il affronte à nouveau la rigidité des lois ancestrales,.

## Fiche technique
- Titre original: Tilaï
- Titre français : Question d’honneur
- Réalisation : Idrissa Ouedraogo
- Assistant réalisateur : Angelo Pastore[7]
- Scénario : Idrissa Ouedraogo
- Production : Béatrice Korc, Silvia Voser, Idrissa Ouedraogo
- Musique : Abdullah Ibrahim
- Photographie : Pierre-Laurent Chénieux et Jean Monsigny
- Montage : Luc Barnier, Anne Manigand
- Son : Alix Comte, Dominique Hennequin
- Montage Son : Michel Klochendler
- Pays d’origine : Burkina Faso
- Langue originale : mooré
- Format : Couleur, 35 mm, version DVD sous-titrée en français, anglais, espagnol
- Production : Les Films de l’Avenir (Burkina Faso), Waka Films (Suisse), Rhéa Films (France)
- Genre : drame
- Durée : 81 minutes
- Date de sortie : 1990
- Distribution salles et ventes TV : plus de 50 contrats
- Date de sortie en salle : 31 octobre 1990

## Distribution
- Rasmané Ouédraogo : Saga
- Ina Cissé : Nogma
- Roukietou Barry : Kuilga
- Assane Ouedraogo : Kougri
- Sibidou Sidibe : Poko
- Moumouni Ouedraogo : Tenga
- Mariam Barry : Bore[8]
- Seydou Ouedraogo : Nomenaba
- Mariam Ouedraogo : Koudpoko
- Daouda Porgo : Porgo
- Kogre Warma : Maïga
- Mamadou Ganame : Ganame
- Noufou Ouedraogo : l’enfant
- Salif Ouedraogo : le colporteur
- Azeta Porgo : Azeta
- Madi Derme : cavalier
- Amidou Ouedraogo : cavalier
- Amade Ganame, Issaka Porgo, Moumouni Selinga, Adame Sidibé, Boureima Warma, Fati Ouedraogo, Assita Ouedraogo : villageois

## Tournage
Le film est tourné dans les villages de Koumbri et Komsilga, au Burkina Faso, avec la participation des habitants comme figurants.

## Distinctions
- Grand Prix du Jury, Festival de Cannes 1990[9]
- Prix Afrique en Création, Festival de Cannes 1990[10]
- Etalon d'or de Yennenga, FESPACO 1991
- Prix de la meilleure musique, FESPACO 1991[11]
- Prix du meilleur long métrage au 1er Festival du cinéma africain de Milan en 1991[12].